# Nadrey Dago
Nadrey Ange Stephane Dago (Attécoubé, 7 maggio 1997) è un calciatore ivoriano, attaccante dell'ASEC Mimosas.

## Carriera
Il suo primo club calcistico è stato il Sesvete nel 2018, allora militante nella seconda divisione croata. Successivamente firma per l'Osijek, che lo aggrega alla seconda squadra per una stagione e mezza.
Il 3 febbraio 2021, dopo essere stato brevemente in prestito al Dugopolje, l'Osijek lo cede alla formazione moldava dello Sheriff Tiraspol, con cui vince un titolo nazionale ed esordisce inoltre nelle competizioni europee per club, ritagliandosi anche un posto da titolare.
Il 31 gennaio 2022, dopo un solo anno di permanenza in Moldavia, firma per i greci del Panaitōlikos.

## Palmarès

### Club

#### Competizioni nazionali
- Souper Ligka Ellada 2: 1

Levadeiakos: 2023-2024 (girone A)